# جهاد الخازن
جهاد الخازن (ولد 24 يونيو 1940)، هو صحفي وكاتب فلسطيني يحمل الجنسية اللبنانية. رئيس التحرير السابق لصحيفة الديلي ستار في بيروت، وعرب نيوز في جدة، والشرق الأوسط والحياة في لندن.

## النشأة
ولد جهاد في فلسطين عام 1940. وتعود أصوله إلى مدينة الناصرة في فلسطين المحتلة حيث كان والده شرطياً في قوات الحدود وقد استشهد هناك واضطرت العائلة إلى النزوح إلى لبنان. أقامت أسرته بين لبنان وفلسطين والإسكندرية وانتقلت نهائياً إلى لبنان بعد 1948[بحاجة لمصدر]. حصل على بكالوريوس في العلوم السياسية عام 1963، وماجستير في الأدب العربي من الجامعة الأمريكية في بيروت عام 1975.

## السيرة
بجانب دراسته عمل جهاد محرراً ورئيس نوبة في وكالة رويترز (التي أصبح اسمها الآن رويترز) في بيروت. وبعد تخرجه عين رئيسا لتحرير الديلي ستار، وظل محتفظا بعمله في وكالة رويترز حتى عام 1969. وفي بداية السبعينات شارك بجانب عمله في الديلي ستار، في إصدار جريدة النهار أراب ريبورت مع غسان تويني. وعندما أغلقت الديلي ستار مع بداية الحرب الأهلية اللبنانية اضطر جهاد الخازن إلى مغادرة لبنان وأقام في لندن منذ عام 1975.
أسس عرب نيوز أول صحيفة سعودية تنشر باللغة الإنجليزية في عام 1975 مع هشام حافظ وأخيه محمد حافظ، إلا أن القوانين في المملكة العربية السعودية لم تسمح في ذلك الوقت بوجود رئيس تحرير غير سعودي فلذلك أوكلت لجهاد الخازن مهمة المدير العام ولأحمد محمود رئاسة التحرير. ثم انطلق فيما بعد مع نفس المجموعة لتأسيس جريدة الشرق الأوسط في لندن عام 1978، حيث شغل منصب رئيس تحرير ثم كاتباً حتى سنة 1986. أُعيد إصدار جريدة الحياة في لندن بعد توقف دام 12 عاماً في 1988، ورأس تحرير الحياة في إصدارها الجديد جميل كامل مروة وتولى جهاد الخازن رئاسة مجلس إدارتها، ولكن بعد 18 شهراً من صدورها رأس جهاد الخازن تحريرها. استمر في عمله كرئيس تحرير للصحيفة، حتى عام 1998 عندما عين جورج سمعان في منصب رئيس التحرير، واستمر جهاد الخازن يكتب يوميا عمود صحفي في الجريدة بعنوان عيون وآذان.

### مناصب
- عضو مجلس إدارة مؤسسة الفكر العربي.[7]
- عضو مجلس مستشاري مركز الدراسات العربية المعاصرة الحديثة، جامعة جورجتاون.
- عضو مجلس إدارة مجلس تحسين التفاهم العربي البريطاني (كابو).
- عضو مجلس مستشاري البنك الدولي للشرق الأوسط وشمال أفريقيا لعدة سنوات.

## مؤلفات
| السنة | العنوان                               | دار النشر                        |
| ----- | ------------------------------------- | -------------------------------- |
| 1985  | صباح الخير                            | الشركة السعودية للأبحاث والتسويق |
| 2005  | المحافظون الجدد والمسيحيون الصهيونيون | دار الساقي                       |
|       |                                       |                                  |